# Aphaniosoma harteni
Aphaniosoma harteni är en tvåvingeart som beskrevs av Ebejer 1996. Aphaniosoma harteni ingår i släktet Aphaniosoma och familjen gulflugor. Inga underarter finns listade i Catalogue of Life.